# Opatija Cîteaux
Opatija Cîteaux (francosko Abbaye de Cîteaux [abe.i d(ə) sito]) je katoliška opatija v Saint-Nicolas-lès-Cîteaux, južno od Dijona v Franciji. Znana je po tem, da je bila prvotna hiša reda cistercijanov. Danes pripada trapistom (imenovanim tudi cistercijani strogega spoštovanja).
V opatiji živi približno 35 menihov. Skupnost proizvaja sir z blagovno znamko opatije, pa tudi karamele in bonbone na osnovi medu.

## Zgodovina
Opatijo Cîteaux je na dan svetega Benedikta, 21. marca 1098, ustanovila skupina menihov iz opatije Molesme, ki so želeli natančneje slediti pravilu svetega Benedikta. Opatijo so podpirali Renaud, vikomt de Beaune in Odo I., vojvoda Burgundije. Vodil jih je sveti Robert Molesmejski, ki je postal prvi opat. Lokacija je bila gozdnata in močvirnata, na redko poseljenem območju. Toponim je starejši od opatije, vendar njegov izvor ni zanesljiv. Teorije vključujejo izpeljavo iz cis tertium [lapidem miliarium], »ta stran tretjega (milnika)« rimske ceste, ki povezuje Langres in Chalons sur Saône, ali pa iz cisternae - »cisterne«, kar se v srednji latinščini lahko nanaša na stoječe mlake močvirja.
Leta 1111 je samostan izdelal iluminirani rokopis, danes znan kot Cîteaux Moralia v Jobovi knjigi.
Drugi opat je bil sveti Alberik, tretji opat pa sveti Štefan Harding, ki je napisal Carta Caritatis, ki je opisovala organizacijo reda. Sveti Bernard iz Clairvauxa, ki je bil kasneje razglašen za cerkvenega učitelja, je bil menih iz opatije Cîteaux in je bil leta 1115 poslan ustanoviti opatijo Clairvaux, katere prvi opat je postal. Sveti Bernard je vplival na eksponentno rast cistercijanskega reda, ki je sledila.
Velika cerkev opatije Cîteaux, ki se je začela graditi okoli leta 1140, je bila dokončana leta 1193. Burgundski vojvode so jo nato uporabljali kot svoje dinastično grobišče. Drugi dostojanstveniki so bili pokopani v stranskih kapelah, morda najbolj znana je veličastna grobnica Filipa Pota, visokega burgundskega uradnika, ki je umrl leta 1493.
Do začetka 13. stoletja je imel red več kot 500 hiš in Cîteaux je postal pomembno središče krščanstva. Leta 1244 sta opatijo obiskala kralj Ludvik IX. Francoski (Sveti Ludvik) in njegova mati Blanka Kastiljska.
Med stoletno vojno je bil samostan leta 1360 oropan (menihi so se zatekli v Dijon) in leta 1365, 1434 in 1438. Leta 1380 je grof Buckinghamski bival v opatiji L'Aumône, hčerinski hiši Cîteauxa v gozdu Marchenoir, medtem ko je bila njegova vojska nastanjena v okoliškem gozdu.

### Sodobna doba
Ker je moral Cîteaux, vodja reda, izpolnjevati izjemne zahteve, ki so presegale zahteve drugih cistercijanskih opatij, je bil njegov kampus drugačen. Zagotoviti je bilo treba nastanitev za delegate letnega kapitlja, njihovo spremstvo in konje, pa tudi za vojvodsko družino. Te obveznosti so vplivale na razvoj infrastrukture opatije.
Na severu se je vhodna hiša opatije odpirala na prvo dvorišče, tako imenovano 'spodnje dvorišče', ki so ga obdajale velike stavbe za goste in romarje. Na južnem koncu so bila druga vrata, katerih zgornje nadstropje je bilo rezervirano za nastanitev burgundskih vojvodinj. Odpirala so se na veliko častno dvorišče, ki je vodilo do rezidence burgundskih vojvod. To dvorišče je vključevalo tudi stavbe, ki so bile uporabljene le med generalnim kapitljem.
V začetku 16. stoletja je imela opatija močno skupnost s približno 200 člani. Vendar je v francoskih verskih vojnah močno trpela in v naslednjem stoletju počasi propadala. Leta 1589 so vojaki vdrli in oropali opatijo, pri čemer naj bi odnesli »tristo vozov plena« in samostan pustili v ruševinah. Cîteaux je bil »praktično zapuščen več let« in šele okoli leta 1610 se je tam ponovno vzpostavilo kakršno koli stabilno meniško življenje.
Leta 1698 je imela opatija 72 redovnikov. Leta 1790, po francoski revoluciji, so menihom ponudili pokojnino, če bi se strinjali z vrnitvijo v civilno življenje. Štirinajst jih je, vključno z opatom Francoisom Trouvéjem, ponudbo zavrnilo, devetindvajset pa jo je sprejelo. Opatijo je zasegla vlada in prodala premoženje; preostanek so izropali lokalni prebivalci. Da bi pomirili nastalo nasilje, so poklicali manjšo enoto pod vodstvom Napoleona Bonaparta.

### Kazenska kolonija
V opatiji Cîteaux je bila leta 1846 ustanovljena kmetijska kazenska kolonija pod vodstvom očeta Josepha Reya. Kolonija je bila namenjena pridržanju mladoletnikov in njihovemu učenju obrti. Izobraževalne metode so bile podobne vojaškim metodam, od leta 1883 pa so poročila razkrila slabo higieno, prehrano in učne razmere, zato ministrstvo za notranje zadeve ni več pošiljalo zapornikov v to kolonijo. Odtlej so bili zaupani javnim kolonijam. Škandal leta 1888, ki je bil predstavljen državnemu zboru, je privedel do umika priznanja javne koristi Družbi bratov sv. Jožefa. To je trajalo do leta 1895. Posestvo Cîteaux je nato prešlo v državne roke. Cîteaux je leta 1898 ponovno postal samostan, ko so se tam naselili trapistični menihi.

### Ponovno rojstvo opatije
Trapistični menihi so leta 1898 v opatiji nadaljevali z meniškim življenjem in tam še vedno prebivajo. Prvi menihi, štirje, so prispeli iz Sept-Fonsa 2. oktobra 1898. Leta 1913 je imela opatija približno petindvajset ljudi, menihov in laičnih bratov, in se je soočala s finančnimi težavami. Približno v tem času se je začela komercialna proizvodnja sira. Leta 1998 je bila obnova cerkve obeležena ob praznovanju 900. obletnice ustanovitve Cîteauxa.

## Restavratorska dela
V opatiji so ohranjene tri stavbe iz antičnega obdobja. Najstarejša je knjižnica, dokončana leta 1509, z rebrastim obokom. Définitoire z velikim obokom, ki vključuje več sob, vključno z veliko s osrednjimi stebri, spalnico v zgornjem nadstropju in končno zadnjo stavbo, imenovano stavba Lenoir, dokončano leta 1771. Te tri stavbe so bile z odlokom z dne 28. decembra 1978 razvrščene kot zgodovinski spomeniki. Med letoma 1824 in 1839 so bile izvedene preobrazbe, da bi stavbo prilagodili potrebam sladkornega mlina.
Projekt obnove, ki ga podpirata Congrégation de Cîteaux in mednarodno združenje Cîteaux Mater Nostra, se je začel na podlagi programske študije, ki jo je leta 2019 izvedla agencija Archipat.

## Filmski
Leta 2018 je ekipa televizijske oddaje Secrets d'Histoire v opatiji posnela več prizorov kot del epizode, posvečene Blanki Kastiljski, z naslovom Blanche de Castille, la reine mère a du caractère ..., ki je bila predvajana 5. julija 2018 na kanalu France 2.